# مهدي خوداباخشي
مهدي خوداباخشي (مواليد 21 أبريل 1991) هو لاعب تايكوندو إيراني المولد ويمثل حالياً صربيا في المحافل الدولية.

## وصلات خارجية
- مهدي خوداباخشي على موقع TaekwondoData.com (الإنجليزية)
- مهدي خوداباخشي على موقع أوليمبيديا (الإنجليزية)

لا توجد روابط لمواقع التواصل الاجتماعي.